# Reixa supressora

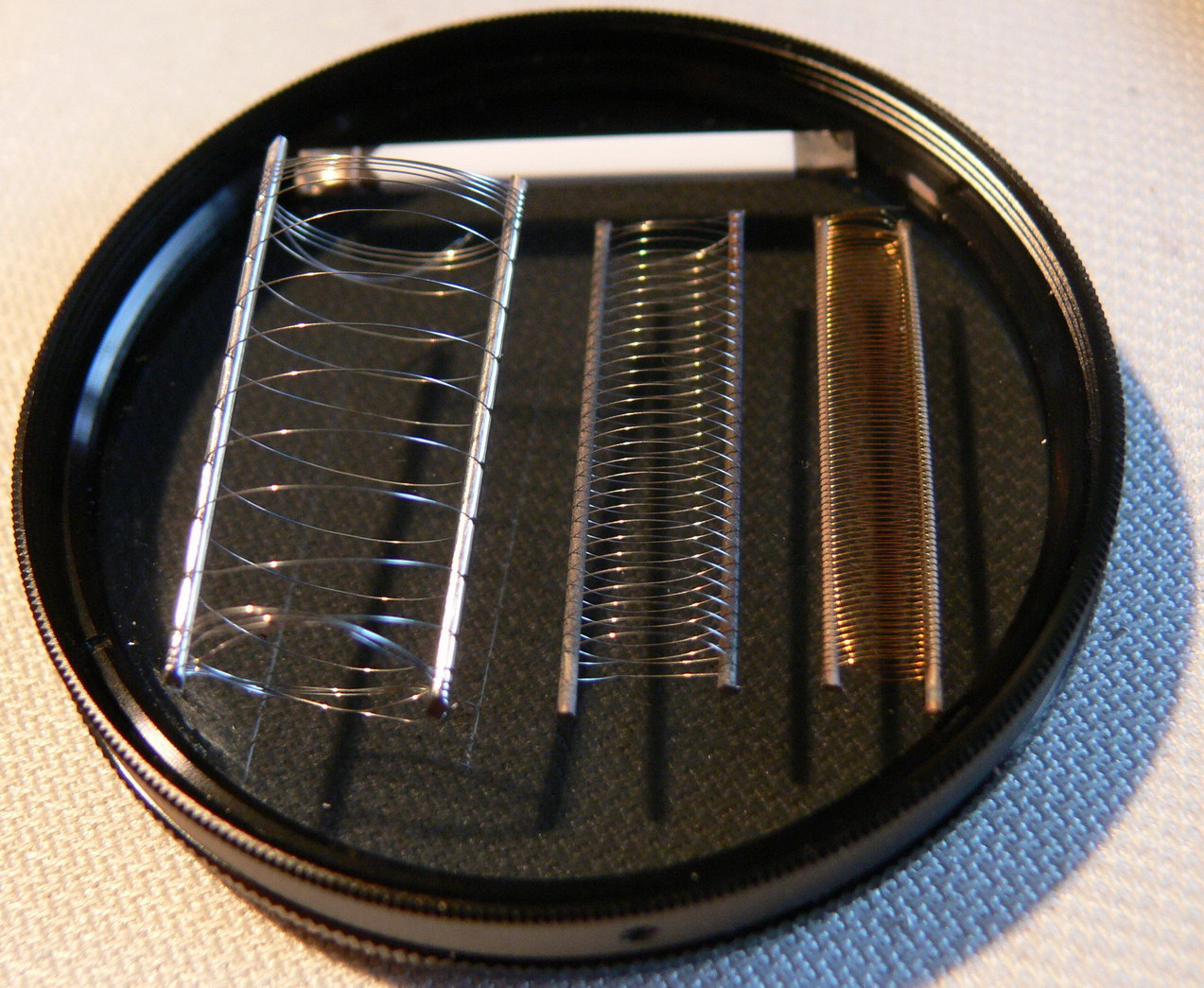
Reixeta supressora d'una EL84 a l'esquerra de la foto

La reixa supressora  és un element d'un tub de buit. La reixeta supressora és la tercera reixa en un tub de reixetes múltiples, i està situada entre el càtode i l'ànode.
S'utilitza en els tubs d'electrons per tal de limitar l'emissió secundària de l'ànode.
Se sol fer simplement de filferro de forma helicoidal, per acomplir la finalitat de "supressora" de l'emissió secundària, està interposada entre la reixa pantalla i l'ànode i transforma un tètrode en pèntode. Si en lloc de filferro enrotllat s'utilitzen plaques, el tètrode es converteix en un tètrode de feix dirigit.
La reixeta supressora sol estar connectada al càtode del tub (per exemple en el 6L6).
Atès que la reixeta supressora té càrrega negativa respecte a l'ànode i la reixeta de pantalla, torna els electrons emesos per l'ànode (emissió secundària) a la segona, impedint el seu retorn a la reixeta de pantalla, evitant així qualsevol efecteresistència negativa.